# Xavery

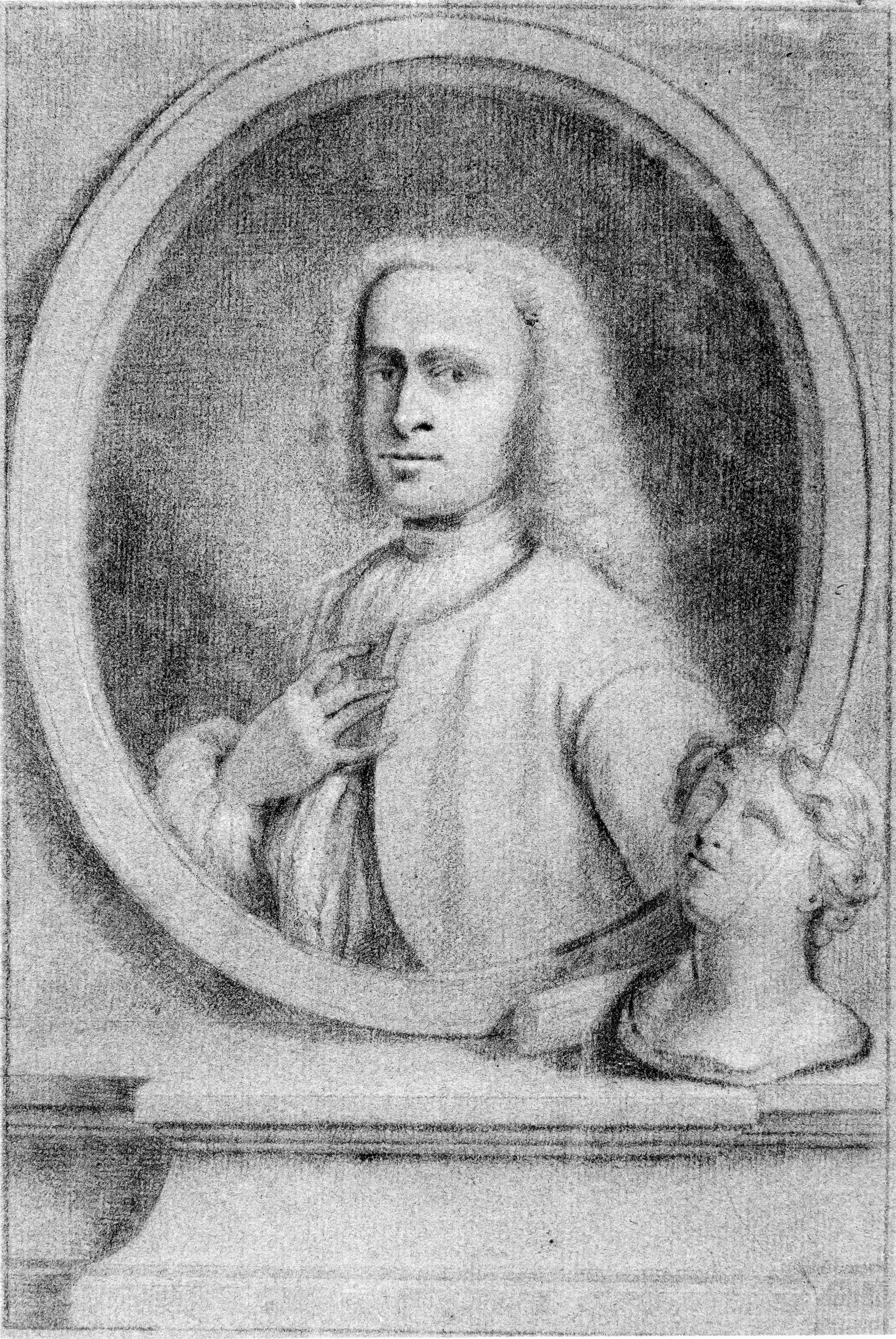
Portret van Jan-Baptist Xavery (1697-1742)

Xavery (ook: Savery) is de familienaam van een Antwerpse kunstenaarsfamilie, waarvan leden zich in de 17e en 18e eeuw in de Noordelijke Nederlanden vestigde.
Tot deze familie behoren:
- Johannes Xavery
  - Jeronimus Xavery (1639-1724), beeldhouwer
    - Albert Xavery (1664-ca. 1728), beeldhouwer
      - Jan-Baptist Xavery (1697-1742), beeldhouwer
        - Jacob Xavery (1736-na 1774), kunstschilder
        - Frans Xavery (1740-na 1788), kunstschilder

      - Gerardus Josephus Xavery (1700-na 1752), kunstschilder

  - Pieter Xavery (1646-1673), beeldhouwer